# Georg Lang (Gastwirt)

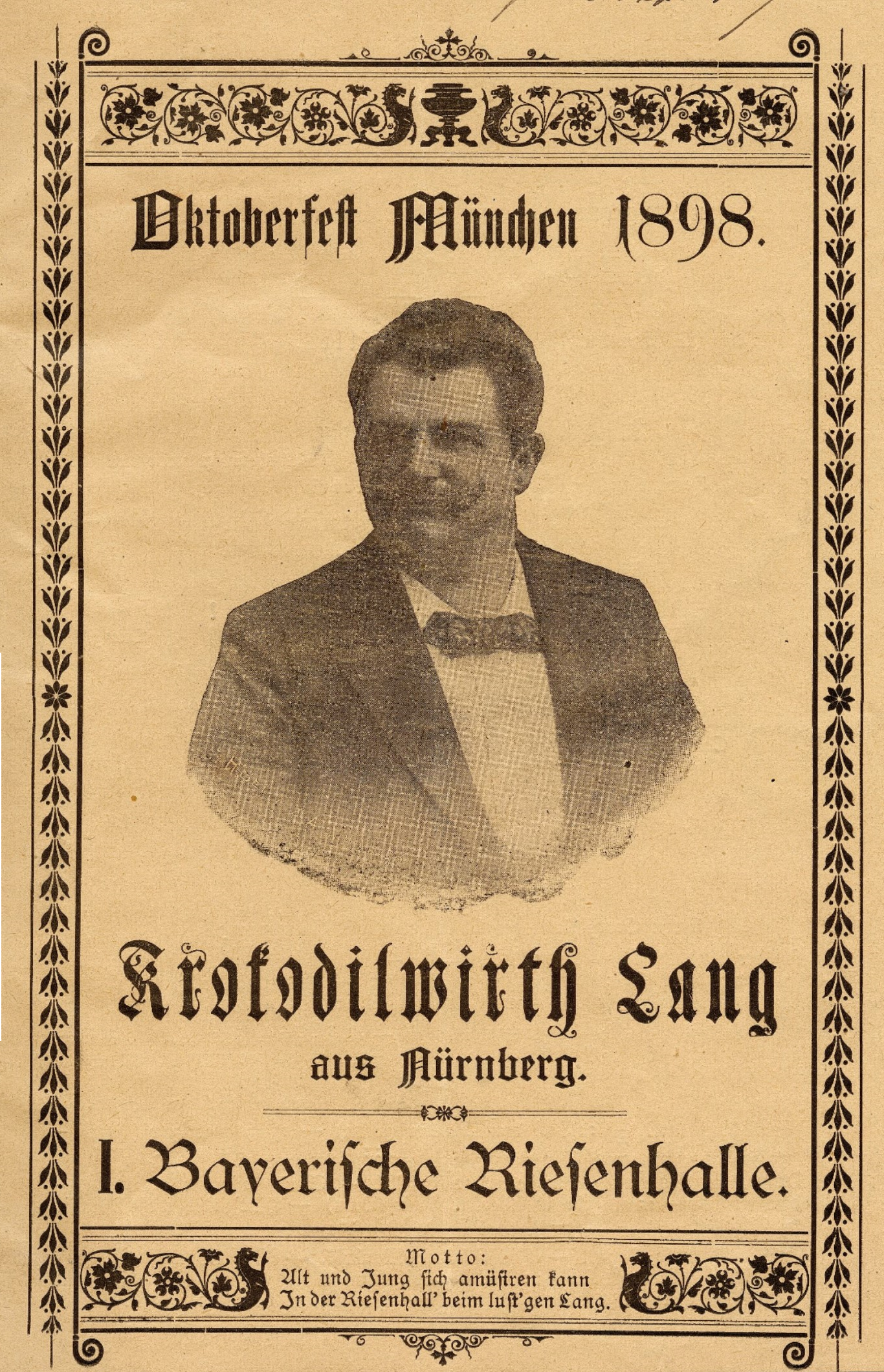
Titelblatt des auf dem Oktoberfest 1898 verteilten Liedhefts mit Porträt Georg Langs.

Georg Lang (* 27. Juli 1866 in Nürnberg; † 12. Oktober 1904 in München) war ein deutscher Gastwirt, der als Erster ein heute für das Oktoberfest typisches großes Festzelt auf der „Wiesn“ errichtete und betrieb.

## Leben
Lang wurde 1866 in der Nähe der Hadermühle als Sohn des (katholischen) Gastwirtschaftspächters Georg Lang und dessen (protestantischer) Ehefrau Margarethe (geb. Schwab) geboren. Georg Lang wurde in seinem Elternhaus durch den damaligen Pfarrer von St. Peter, Andreas Stephan Feldkirchner, am 17. August 1866 evangelisch getauft.

### Nürnberg
Georg Lang betrieb zunächst, seit dem 10. Januar 1889, das Wirtshaus „Krokodil“ in der Nürnberger Weintraubengasse Nr. 2. Dort schenkte er Bier der Lederer-Brauerei aus, die erst durch Langs Lokal zu ihrem Logo (ein um einen Bierkrug kriechendes Krokodil) kam. Es wurde von Friedrich Wanderer, Stammgast bei Lang, entworfen. Lang warb für sein Gasthaus u. a. mit elektrischem Licht, für die damalige Zeit eine Besonderheit, und ließ täglich eine 25-köpfige Musikkapelle spielen. Ab 1896 bewirtschaftete er in Nürnberg in der Königstraße 51 zusätzlich den „Goldenen Hahn“, den er 1897 in „Reichshalle“ umbenannte. Ab 1898 erhielt er für dort auch die Genehmigung zum Betrieb eines Varietés.
Am 22. Januar 1889 heiratete Georg Lang Wilhelmine („Mina“) Margaretha Birkmann. Aus der Ehe entstammen drei Kinder.
Lang war deutschlandweit auf verschiedenen Volksfesten vertreten. Als 1897 das Deutsche Bundesschießen in Nürnberg stattfand, konnte er sich mit seinem dortigen Festzelt als Großgastronom profilieren und einen Namen machen.

### München
1898 sicherte er sich über Strohmänner fünf Budenplätze auf der Theresienwiese und errichtete dort während des Oktoberfestes seine „I. Bayerische Riesenhalle“ (ca. 50 Meter × 20 Meter), die Platz für 6.000 Menschen bot, 120 Angestellte beschäftigte und in der eine 30 Mann starke Musikkapelle aufspielte. All das stellte ein nie da gewesenes Novum in der Geschichte der Wiesn dar, da bis dato das Bier nur in kleinen Buden ausgeschenkt worden war.
Bei Lang wurde 1898 Märzenbier der Münchner Kindl-Brauerei ausgeschenkt und als Spezialität wurden Nürnberger Rostbratwürste beworben. Die Kapelle wurde teilweise von Lang selbst dirigiert. Er ließ insgesamt gut 50.000 Texthefte (mit Liedern) an die Gäste verteilen, um sie zum Singen zu animieren. Das von Bernhard Traugott Dietrich komponierte Trinklied Ein Prosit der Gemütlichkeit (das wahrscheinlich heute meistgespielte Wiesnlied) machte Lang in seinem Zelt ebenfalls populär beziehungsweise „salonfähig“. Er ergänzte es auch um den heute bekannten Trinkspruch Oans, zwoa, drei, g’suffa!. Lang kann somit als „Vater der Bierzeltstimmung“ gelten.
Die Genehmigung für sein Großzelt 1898 erhielt er vom Münchner Stadtmagistrat bei nur einer Gegenstimme, obwohl Lang einige Zulassungsbedingungen nicht erfüllte. Michael Schottenhamel war 1881 mit einer ähnlichen Idee vom Magistrat abgewiesen worden.
Ab 1903 errichtete die Augustiner-Brauerei ein 2.000 Quadratmeter großes Festzelt („Bierburg“) für Georg Lang, das vom Architekten Albin Lincke entworfen wurde. Es wies typische „Nürnberger Elemente“, wie Fachwerk, einen Wehrgang und ein Fallgitter auf. Vor diesem Zelt wurden unter anderem Nürnberger Lebkuchen angeboten.
Von 1900 bis 1902 betrieb Lang den Münchner Kindl-Keller in der Rosenheimer Straße, der 1899 von Friedrich von Thiersch zum größten Saalbau der Stadt umgebaut wurde. Es konnten insgesamt 11.500 Menschen gleichzeitig bewirtet werden. Im Mai 1900 veranstaltete Lang dort eine Gewichtheber-Meisterschaft. Ab 1903 war Georg Lang Wirt des Löwenbräukellers und München wurde seine Wahlheimat.
1904 konnte Lang, zwischenzeitlich schwer an Mastdarmkrebs erkrankt, nicht mehr in seiner Oktoberfesthalle zugegen sein. Am 16. Oktober 1904 wurde er, seinem Wunsch entsprechend, auf dem Nürnberger Johannisfriedhof beigesetzt, davor war sein Leichnam auf dem Münchner Ostfriedhof aufgebahrt worden – in beiden Städten unter großer Anteilnahme der Bevölkerung. Seine Frau Mina betrieb nach Langs Tod die Bierhalle auf dem Oktoberfest weiter.

## Sonstiges
Lang war in seinen Kutschen oftmals mit überhöhter Geschwindigkeit unterwegs, weswegen er mehrfach wegen „übermäßig schnellen Fahrens“ bestraft wurde.
Im Oktober 1903 war bereits eine Nachricht über den Tod Georg Langs in der Presse verbreitet worden, die auf eine Falschmeldung des Depeschenbüros Herold zurückging und später berichtigt wurde. Lang weilte zu dieser Zeit in Bozen, aber auch nach seiner Rückkehr erhielt er noch Kondolenzbekundungen aus ganz Deutschland.
Die von Mišel Matičević gespielte Figur des Curt Prank in der ARD-Serie Oktoberfest 1900 ist an Georg Lang angelehnt.